# NHK甲府北テレビ中継放送所
NHK甲府北テレビ中継放送所（エヌエイチケイこうふきたテレビちゅうけいほうそうじょ）は、山梨県甲府市に置かれていたNHK甲府放送局のテレビ中継局。

## 概要

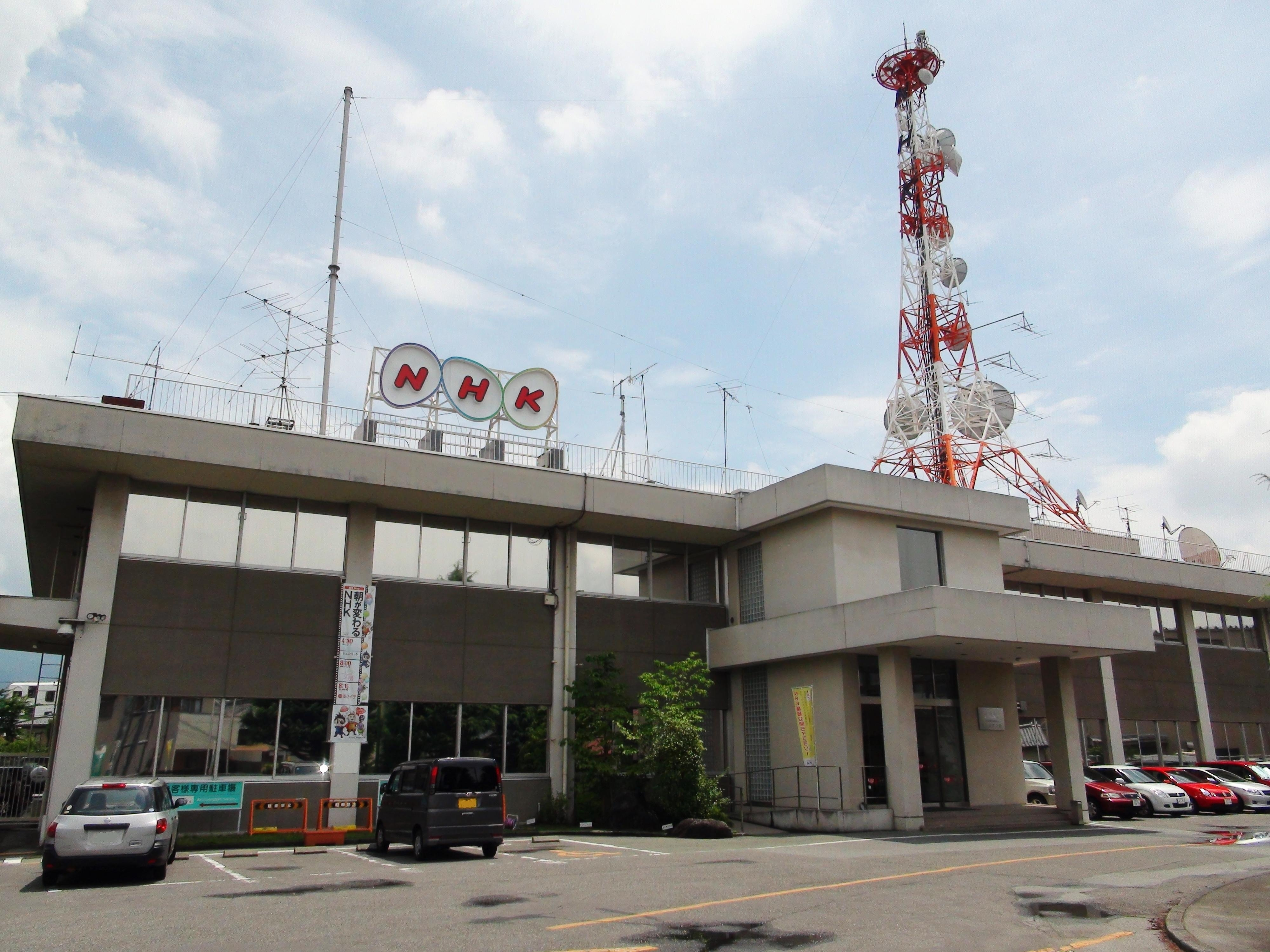
当中継局が設置されていたNHK甲府放送局旧局舎。

- 当テレビ中継放送所は、甲府市飯田3丁目10番20号・当時のNHK甲府放送局放送会館屋上に置かれ、周辺地区などに電波を発射していた。
- しかし、当中継局周辺でもアンテナ受信に頼る場合でも坊ヶ峰に設置されている甲府親局からの電波を受信する形でNHKを視聴することが多かった。アナログ放送終了に伴い当送信所から受信していた世帯では前述の親局送信所からのデジタル電波を受信する形で視聴することとなった。

## 送信施設概要

### 地上デジタルテレビ放送
- 2010年度内に置局予定があったが、甲府送信所にて充分カバーできたためデジタル中継局は設置されなかった。

### 地上アナログテレビ放送
| 放送局名          | チャンネル | 空中線電力        | ERP                 | 放送対象地域 | 放送区域内世帯数 |
| ----------------- | ---------- | ----------------- | ------------------- | ------------ | ---------------- |
| NHK甲府総合テレビ | 47ch       | 映像3W/ 音声750mW | 映像19.5W/ 音声4.8W | 山梨県       | -                |
| NHK甲府教育テレビ | 49ch       | 映像3W/ 音声750mW | 映像19.5W/ 音声4.8W | 全国         | -                |

- 2011年7月24日をもってすべて廃止された。